# العلاقات الباربادوسية الرومانية
العلاقات الباربادوسية الرومانية هي العلاقات الثنائية التي تجمع بين باربادوس و‌رومانيا.

## مقارنة بين البلدين
هذه مقارنة عامة ومرجعية للدولتين:
| وجه المقارنة                                              | باربادوس       | رومانيا                                                                               |
| --------------------------------------------------------- | -------------- | ------------------------------------------------------------------------------------- |
| المساحة (كم2)                                             | 439            | 238.40 ألف                                                                            |
| عدد السكان (نسمة)                                         | 285.72 ألف     | 19.59 مليون                                                                           |
| الكثافة السكانية (ن./كم²)                                 | 65.08 ألف      | 82.17                                                                                 |
| العاصمة                                                   | بريدج تاون     | بوخارست                                                                               |
| اللغة الرسمية                                             | لغة إنجليزية   | اللغة الرومانية                                                                       |
| العملة                                                    | دولار بربادوسي | ليو روماني                                                                            |
| الناتج المحلي الإجمالي (بليون دولار)                      | 4.80 مليار     | 211.80 مليار                                                                          |
| الناتج المحلي الإجمالي (تعادل القوة الشرائية) بليون دولار | 4.66 مليار     | 465.56 مليار                                                                          |
| الناتج المحلي الإجمالي الاسمي للفرد دولار أمريكي          | 15.43 ألف      | 9.47 ألف                                                                              |
| الناتج المحلي الإجمالي للفرد دولار أمريكي                 | 16.06 ألف      | 23.63 ألف                                                                             |
| مؤشر التنمية البشرية                                      | 0.795          | 0.793                                                                                 |
| رمز المكالمات الدولي                                      | +1246          | +40                                                                                   |
| رمز الإنترنت                                              | .bb            | .ro                                                                                   |
| المنطقة الزمنية                                           | 00             | ت ع م+02:00، ت ع م+03:00، أوروبا/بوخارست ‏، توقيت شرق أوروبا، توقيت شرق أوروبا الصيفي ‏ |

## منظمات دولية مشتركة
يشترك البلدان في عضوية مجموعة من المنظمات الدولية، منها:
| علم المنظمة | اسم المنظمة                               | تاريخ انضمام باربادوس | تاريخ انضمام رومانيا |
| ----------- | ----------------------------------------- | --------------------- | -------------------- |
|             | مؤسسة التنمية الدولية                     | 29 سبتمبر 1999        | 12 أبريل 2014        |
|             | يونسكو                                    | 24 أكتوبر 1968        | 27 يوليو 1956        |
|             | مؤسسة التمويل الدولية                     | 25 يونيو 1980         | 23 سبتمبر 1990       |
|             | منظمة حظر الأسلحة الكيميائية              | ?                     | ?                    |
|             | الأمم المتحدة                             | 9 ديسمبر 1966         | 14 ديسمبر 1955       |
|             | الاتحاد الدولي للاتصالات                  | 16 أغسطس 1967         | 9 فبراير 1866        |
|             | منظمة الشرطة الجنائية الدولية             | ?                     | ?                    |
|             | البنك الدولي للإنشاء والتعمير             | 12 سبتمبر 1974        | 15 ديسمبر 1972       |
|             | الاتحاد البريدي العالمي                   | ?                     | ?                    |
|             | المركز الدولي لتسوية المنازعات الاستشارية | 1 ديسمبر 1983         | 12 أكتوبر 1975       |
|             | وكالة ضمان الاستثمار متعدد الأطراف        | 12 أبريل 1988         | 10 سبتمبر 1992       |
|             | منظمة التجارة العالمية                    | ?                     | 1995                 |

## وصلات خارجية
- موقع وزارة الخارجية الباربادوسية
- موقع وزارة الخارجية الرومانية